# Paramantini
I Paramantini  sono una tribù di insetti mantoidei della famiglia Mantidae.

## Distribuzione e habitat
Il taxon è presente in Eurasia, Africa e Oceania.

## Tassonomia
La tribù comprende i seguenti generi:
- Alalomantis Giglio-Tos, 1917
- Bisanthe Stal, 1876
- Camelomantis Giglio-Tos, 1917
- Hierodula Burmeister, 1838
- Hierodulella Giglio-Tos, 1912
- Mantasoa Mériguet, 2005
- Notomantis Tindale, 1923
- Paramantis Ragge & Roy, 1967
- Pnigomantis Giglio-Tos, 1917
- Pseudostagmatoptera Beier, 1931
- Rhombodera Burmeister, 1838
- Rhomboderella Giglio-Tos, 1912
- Sphodromantis Stal, 1871
- Stictomantis Beier, 1942
- Tamolanica Werner, 1923
- Tarachomantis Brancsik, 1892
- Tisma Giglio-Tos, 1917
- Tismomorpha Roy, 1973